# 2050 (film, 2019)
Pour l’article homonyme, voir 2050.
Pour plus de détails, voir Fiche technique et Distribution.
2050 est un film dramatique de science-fiction indépendant américain réalisé par Princeton Holt, présenté au Williamsburg Independent Film Festival le 16 novembre 2018, et sorti en salle le 1er mars 2019.

## Synopsis
Michael Green (David Vaughn), marié, concepteur de jeux vidéo et père de deux enfants, a du mal à trouver de l'intimité avec sa femme (Irina Abraham). En découvrant que son beau-frère Drew (Devin Fuller) a acheté un robot sexuel personnalisable, il se tourne vers l'entrepôt géré par Maxwell (Dean Cain) pour créer son propre compagnon parfait.

## Distribution
- David Vaughn : Michael Greene
- Irina Abraham : Brooke Greene
- Stefanie Bloom : Sophia
- Dean Cain : Maxwell
- Devin Fuller : Drew
- Stormi Maya : Quin
- Hope Blackstock : Alli
- Jonathan Ercolino : Cameron
- Jace Nicole : Diana
- Shannone Holt : Reign Regan
- Chris Riquinha : David

## Accueil
Le film a reçu des critiques mitigées,

## Distinctions
il a remporté 16 prix, dont ceux de la cinématographie, de l'écriture et des effets visuels. Il a également fait partie de la sélection officielle au Berlin Sci-Fi Film Festival, au Other World's Austin Film Festival et au Boston Sci-Fi Film Festival.